# Haggården
Haggården var en institution för sinnesslöa i Hedemora, Dalarnas län, i drift mellan 1915 och 1997. Anstalten var en av Hedemoras största arbetsplatser och hade såväl vårdavdelning som egen skola. Anläggningen hade lantbruk med bland annat mjölkkor och höns för äggproduktion samt var självförsörjande på grönsaker.

## Bakgrund
Haggården har sitt ursprung i Dalarnes sinnesslöanstalt (ursprungligen Dalarnes idiothem) i Villastaden i Falun, öppnad 1887. Den låg nära såväl lasarettet som fängelset, och även Dårkuren (för psykiskt sjuka), som blev ersatt av Säters hospital. 
Dalarnes sinnesslöanstalt var en inrättning för "obildbara" barn, där de kunde få särskilt vård och undervisning. Lokaliteten bedömdes dock ha blivit för liten och olika förslag på ny placering diskuterades. Tidens ideal var stora anstalter (till exempel hospitalen i Säter och Västervik), med de stordriftsfördelar det förde med sig.
1909 förvärvade Kopparbergs läns landsting egendomen Haggården, då något utanför Hedemora (idag i anslutning till stadsdelarna Åhagen och Svedjan). Verksamheten, med lärare och 18 elever, flyttade till den nya anläggningen när den stod klar 1915.

## Byggnaderna

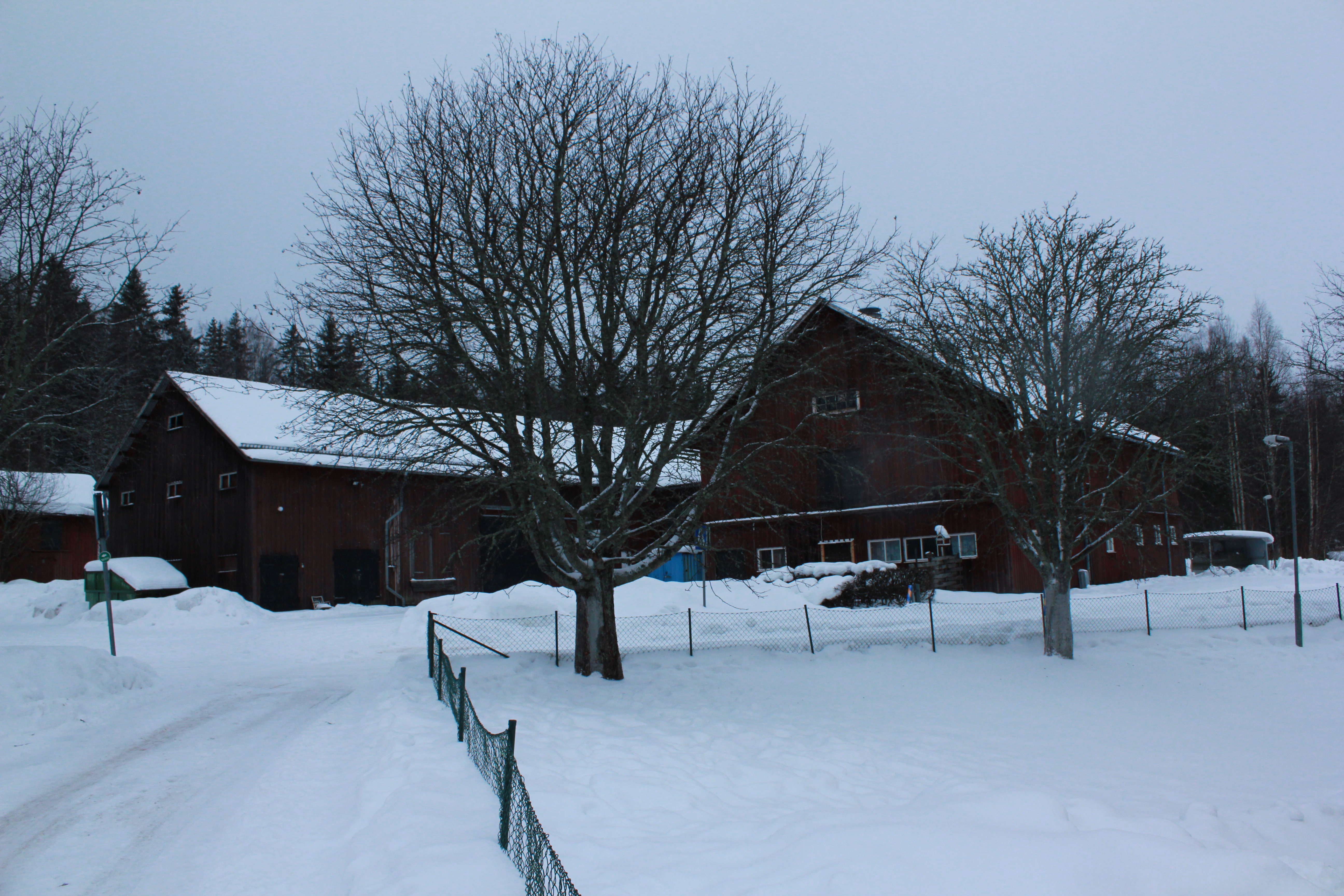
Några av Haggårdens jordbruksbyggnader, 2011.

Haggården ritades av arkitekt Nils Nordén och bygget påbörjades 1912. Själva byggnaderna blev klara 1914, dock dröjde det innan vattenförsörjningen blev färdig.
Ett lantbruk, med bland annat ladugård och hönshus, hörde till anstalten, men togs ur drift i slutet av 1960-talet. Till jordbruket fanns även tillräckligt stora arealer brukbar mark för att självhushållning på grönsaker skulle kunna upprätthållas.

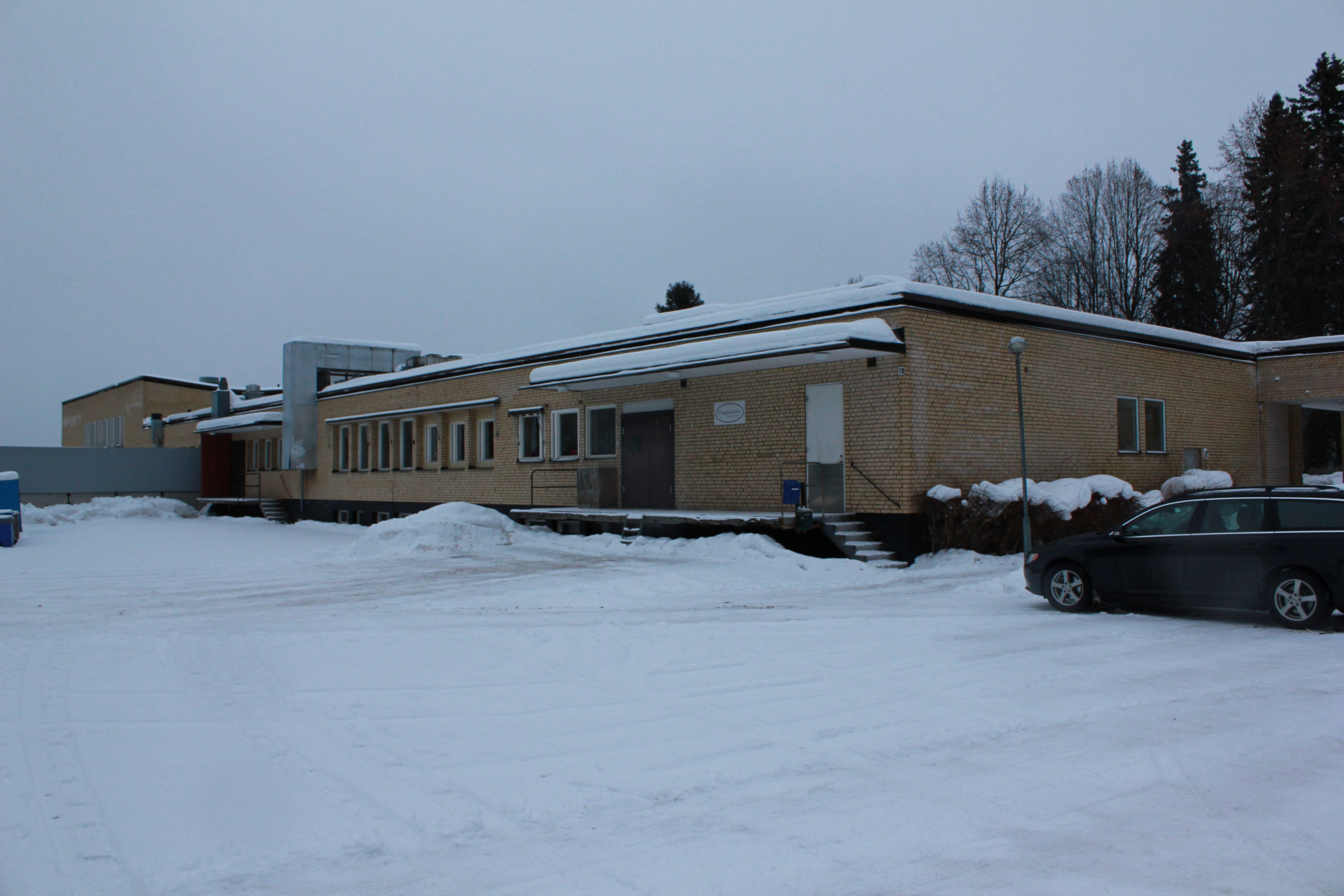
Centralköket, numera företaget Haggårdsköket, 2011.

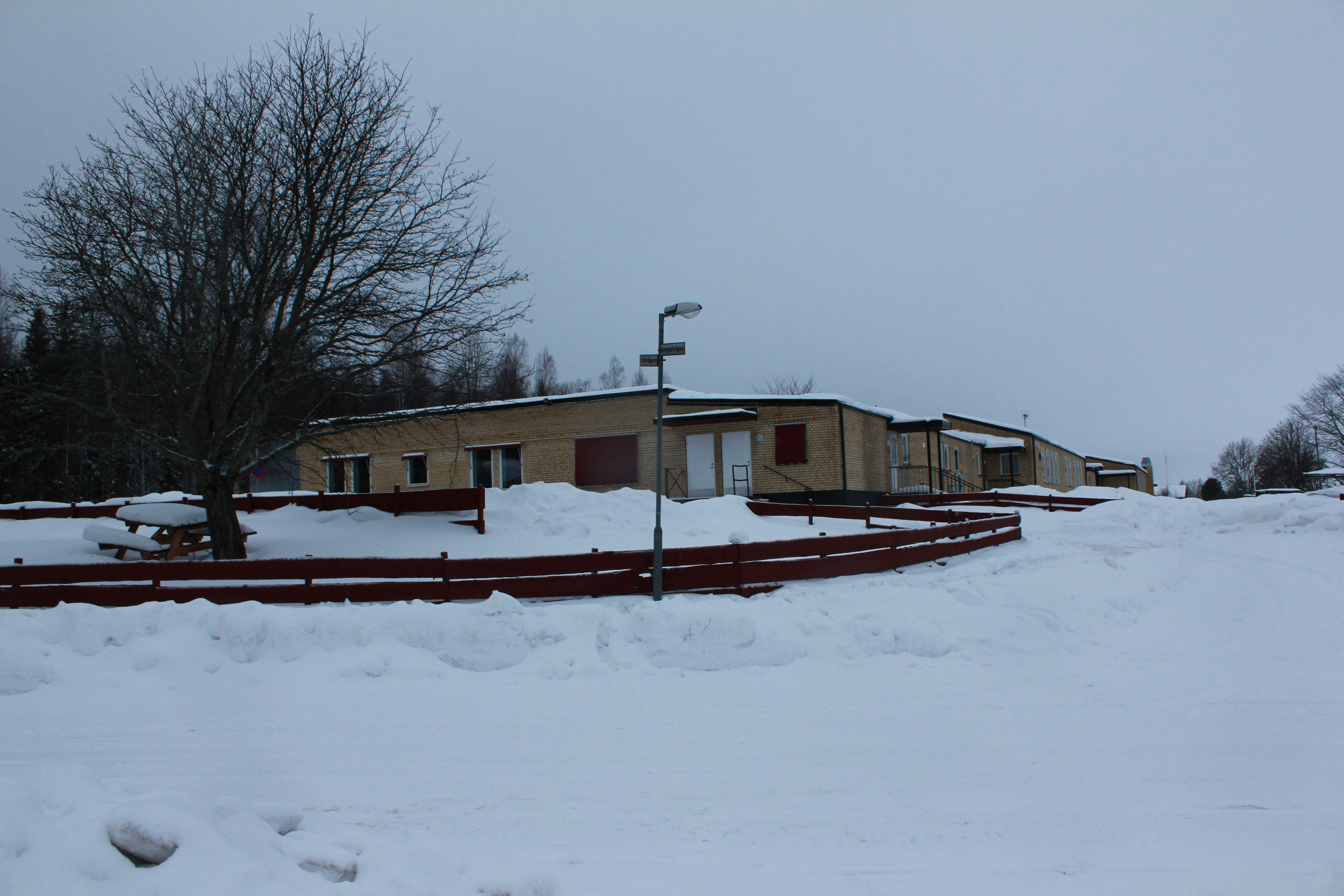
Lillgården, numera Olympicaskolan, 2011.

En större utbyggnad skedde i slutet av 1960-talet, då bland annat centralköket byggdes. Paviljongerna på Damastvägen stod klara 1970 och 1971 kunde inflyttning ske, liksom det nya dagcentret börja användas. Barnvårdshemmet Lillgården (idag Olympicaskolans lokaler) invigdes 1969, med 6 avdelningar och plats för 60 barn.
De gamla byggnaderna – skolan, vårdavdelningen och arbetshemmet – är idag rivna.

## Driften
På anstalten fick flera olika funktionsnedsatta personer vård och/eller skolgång respektive arbete. Då lämpliga resurser saknades på många håll i länet innefattade detta inte bara utvecklingsstörda, inklusive personer med (de sentida benämningarna) neuropsykiatriska funktionsnedsättningar, autismspektrumstörning och så vidare, utan också bland annat dyslektiker och hörselskadade.
Det fanns ett "flickhem" och ett "pojkhem" och verksamheten var könsuppdelad. Flickorna och kvinnorna fick bland annat hålla på med syslöjd, matlagning och tvätt, medan pojkarna och männen bland annat höll på med träslöjd, skomakeri och vara med att sköta lantbruket.
Anstalten var en av Hedemora kommuns största arbetsgivare och när verksamheten var som störst på 1960- och 1970-talet arbetade 400 personer hel- eller deltid på Haggården. I mitten av 1970-talet bodde 275 personer på Haggården och Lillgården.
En utflyttning från Haggården hade påbörjats 1984, efter Landstingets nya riktlinjer. I och med 1985 års omsorgslag accentuerades vikten av att de centrala vårdinrättningarna skulle slopas till förmån för egna boenden och gruppboenden. En utredningsgrupp tillsattes 1986, som beslutade att verksamheten skulle avvecklas under perioden 1991–1997. Några personer bor kvar på området, i gruppbostäder. Särskolan håller till i närbelägna Fyrklöverskolan och olika andra verksamheter har flyttat in i anläggningens lokaler.

## Filialer

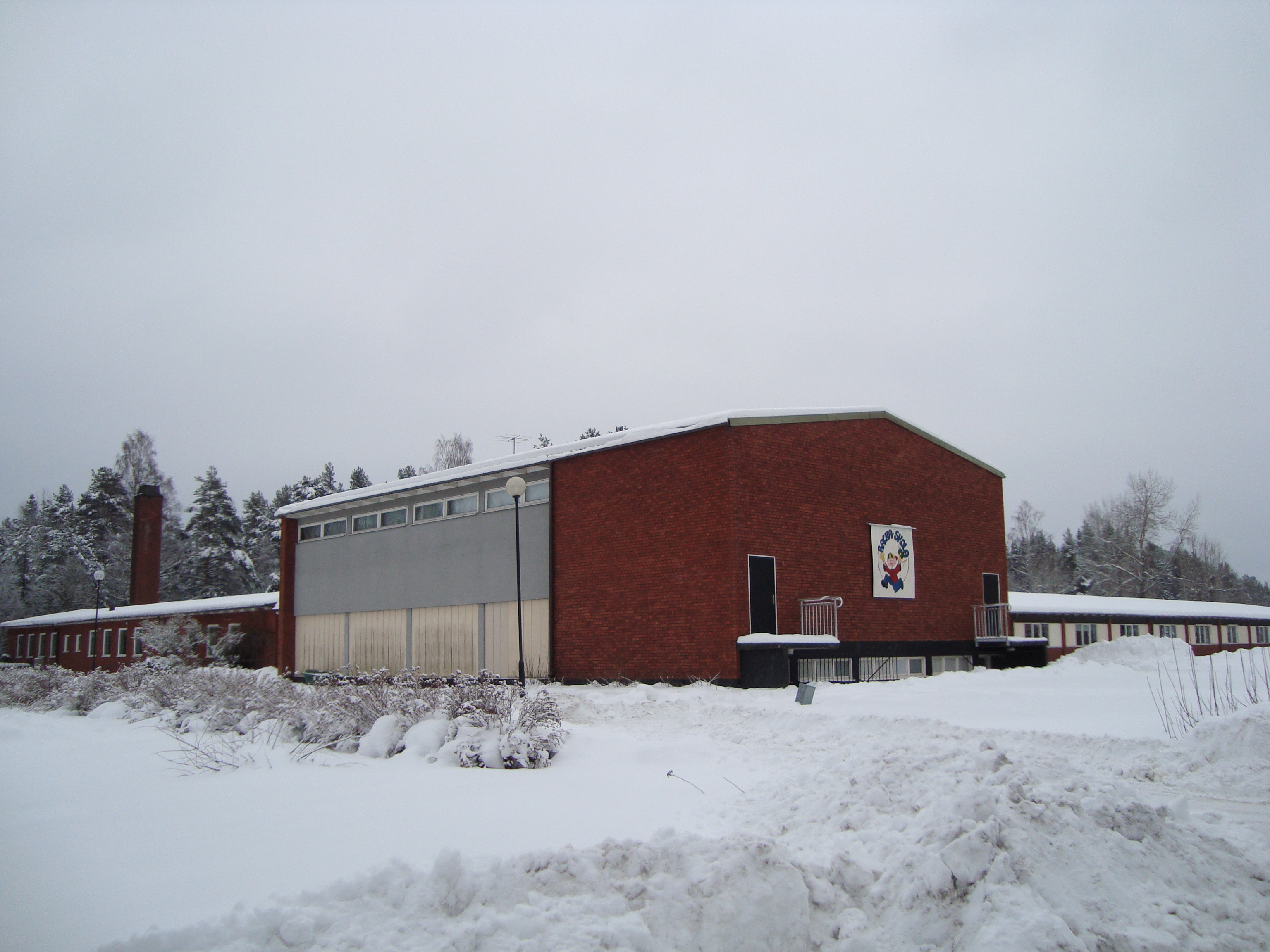
Backa skola 2009.

Då behovet av omsorgsplatser växte utökades verksamheten både på området och i andra delar av kommunen och angränsande kommuner. I början 1950-talet öppnades ett hem för mindre barn i Älvbacka. 1954 startades ett arbets- och yrkeshem i Backa för maximalt 52 manliga elever, ursprungligen för att kunna flytta männen från Haggården.
1958 utökades Backa med kvinnoyrkesskola med ytterligare 52 bostadsplatser. En särinternatskola, med plats för 133 barn och ungdomar byggdes vid samma tid, men redan några år senare kom tanken att särskolan ska vara integrerad med den reguljära skolan. Anläggningen i Backa avvecklades 1976 och skolan var från 1986 till nedläggningen år 2009 en låg- och mellanstadie-/F–6-skola.
Även Lövberga i Grytnäs församling och det före detta sanatoriet Solbacken i Tjärnan blev vårdhem i slutet av 1950-talet.